# 内閣筆頭長官
内閣筆頭長官（ないかくひっとうちょうかん、英: Prime Cabinet Secretary）は、2022年に創設された東アフリカのケニア共和国における、大統領及び副大統領に次ぐ第3の官職である。

## 概要
2022年9月27日、ウィリアム・ルト大統領は、内閣筆頭長官を創設する大統領令を発出し、署名した。2022年10月27日にケニアの大統領官邸でPCSとして正式に宣誓した。アルゼンチンの内閣首席大臣と同じく、職責は限られる。
職責
- 大統領から委任された職務を遂行。
- 内務省と連携し、政策の監視を行う。
- 各行政機関と大統領府の調整を行い、大統領と副大統領を補佐する[6]。
- 立法府への状況報告、立法府と野党との連絡を調整する。

## 歴代内閣筆頭長官
| 代 | 氏名                 | 在任期間                  | 所属政党     | 大統領           |
| -- | -------------------- | ------------------------- | ------------ | ---------------- |
| 1  | ムサリア・ムダバディ | 2022年10月27日 - （現職） | 統一民主同盟 | ウィリアム・ルト |